# Abierto de Australia 2004
Lista de los campeones del Abierto de Australia de 2004:

## Sénior

### Individual Masculino
Roger Federer vence a  Marat Safin, 7-6(3), 6-4, 6-2

### Individual Femenino
Justine Henin-Hardenne vence a  Kim Clijsters, 6-3, 4-6, 6-3

### Dobles Masculino
Michael Llodra /  Fabrice Santoro vencen a  Bob Bryan /  Mike Bryan, 7-6(4), 6-3

### Dobles Femenino
Virginia Ruano Pascual /  Paola Suárez vencen a  Svetlana Kuznetsova /  Elena Likhovtseva, 6-4, 6-3

### Dobles Mixto
Elena Bovina /  Nenad Zimonjić vencen a  Martina Navratilova /  Leander Paes, 6-1, 7-6(3)

## Junior

### Individual masculino
Gaël Monfils vence a  Josselin Ouanna, 6-0, 6-3

### Individual femenino
Shahar Pe'er vence a  Nicole Vaidišová, 6-1, 6-4

### Dobles masculino
Scott Oudsema /  Brendan Evans vencen a  David Galic /  David Jeflea, 6-1, 6-1

### Dobles femenino
Yung-Jan Chan /  Sheng-Nan Sun vencen a  Veronika Chvojková /  Nicole Vaidišová, 7-5, 6-3
| Predecesor: Abierto de Australia 2003          | Abierto de Australia 2004 | Sucesor: Abierto de Australia 2005    |
| Predecesor: Abierto de los Estados Unidos 2003 | Grand Slam 2004           | Sucesor: Torneo de Roland Garros 2004 |

- Datos: Q518011